# Rijksdienst voor Sociale Zekerheid
De Rijksdienst voor Sociale Zekerheid, afgekort RSZ (voor het Franstalige landsgedeelte: Office national de securité sociale (ONSS), voor het Duitstalige landsgedeelte: Landesamt für Soziale Sicherheit (LSS), officiële Engelse benaming: National Social Security Office (NSSO)) is een Belgische federale openbare instelling die de sociale bijdragen  bij de werkgevers int en deze beheert. Deze bijdragen omvatten enerzijds de werkgeversbijdragen en anderzijds de werknemersbijdragen die de werkgever bij elke loonbetaling inhoudt.
De RSZ vormt ook de koepelorganisatie boven de andere federale openbare instellingen van sociale zekerheid en verdeelt de sociale bijdragen over deze instellingen, die ze op haar beurt uitkeert aan de sociaal verzekerden (de werknemers). Men spreekt hier ook van Globaal Beheer.
Het Globaal Beheer bestaat uit:
- het Rijksinstituut voor Ziekte- en Invaliditeitsverzekering of RIZIV
- de Federale Pensioendienst of FPD
- de Rijksdienst voor Kinderbijslag voor Werknemers of RKW
- de Rijksdienst voor Arbeidsvoorziening of RVA
- het Federaal agentschap voor beroepsrisico’s of Fedris (ontstaan in 2017 door fusie van het Fonds voor Arbeidsongevallen of FAO en het Fonds voor Beroepsziekten of FBZ)
- Hulp- en Voorzorgskas voor Zeevarenden of HVKZ

De RSZ houdt zich onder meer ook bezig met de aangifte van tewerkstelling door de werkgever via Dimona, alsook de kwartaalaangiften van de prestaties via DmfA.